# Liste der Baudenkmale in Cloppenburg
In der Liste der Baudenkmale in Cloppenburg sind die Baudenkmale der niedersächsischen Gemeinde Cloppenburg und ihrer Ortsteile aufgelistet. Der Stand der Liste ist der 29. Juli 2022.

## Allgemein
In den Spalten befinden sich folgende Informationen:
- Lage: die Adresse des Baudenkmales und die geographischen Koordinaten. Kartenansicht, um Koordinaten zu setzen. In der Kartenansicht sind Baudenkmale ohne Koordinaten mit einem roten Marker dargestellt und können in der Karte gesetzt werden. Baudenkmale ohne Bild sind mit einem blauen Marker gekennzeichnet, Baudenkmale mit Bild mit einem grünen Marker.
- Bezeichnung: Bezeichnung des Baudenkmales
- Beschreibung: die Beschreibung des Baudenkmales. Unter § 3 Abs. 2 NDSchG werden Einzeldenkmale und unter § 3 Abs. 3 NDSchG Gruppen baulicher Anlagen und deren Bestandteile ausgewiesen.
- ID: die Objekt-ID des Baudenkmales
- Bild: ein Bild des Baudenkmales, ggf. zusätzlich mit einem Link zu weiteren Fotos des Baudenkmals im Medienarchiv Wikimedia Commons. Wenn man auf das Kamerasymbol klickt, können Fotos zu Baudenkmalen aus dieser Liste hochgeladen werden:

## Bethen
| Lage                                                  | Bezeichnung          | Beschreibung | ID       | Bild           |
| ----------------------------------------------------- | -------------------- | --- | -------- | -------------- |
| An der Wallfahrtskirche 2 52° 51′ 49″ N, 8° 3′ 46″ O  | St. Marien           | Barockisierender Ziegelbau über kreuzförmigem Grundriss mit Krypta. Ziegelsichtige Wände mit Gliederung durch aufgeputzte weiße Lisenen. Westseite mit neobarockem Glockengiebel. Im Tympanon des Portals Inschrift zum Gedenken an die Gefallenen. 1922–29 erbaut von Wilhelm Sunder-Plaßmann (Münster). Wallfahrtskirche, 1977 vom Papst zur „Basilika minor“ erhoben. | 34745607 | Weitere Bilder |
| An der Wallfahrtskirche 2a 52° 51′ 48″ N, 8° 3′ 46″ O | Antoniuskapelle      | Kleiner neugotischer Backsteinbau über hexagonalem Grundriss. 1858 erbaut von Johann Bernhard Hensen (Sögel), der ursprünglich offene Raum wurde 1962 geschlossen. | 34745659 |                |
| An der Wallfahrtskirche 2a 52° 51′ 48″ N, 8° 3′ 45″ O | Gnadenkapelle        | Kleiner barocker Saalbau in Ziegelmauerwerk mit dreiseitigem Schluss. Sandsteindekor (Eckpilaster, Portal). Westseite mit Dreiecksgiebel und bekrönendem Dachreiter. 1668/69 errichtet. Altar 1669 von Christoph Bernhard von Galen gestiftet. Zentrum bildet das Bethener Gnadenbild, Pietà um 1400.                                                                    | 34745633 |                |
| Moorweg 5 52° 52′ 11″ N, 8° 4′ 2″ O                   | Hof Naber (Remise)   | Zweifach verriegelter Fachwerkbau mit Ziegelausfachungen unter Satteldach. Hölzerne Einfahrtstore an der Giebelseite, ebenso an den Traufseiten, teilweise offene Unterstände. | 34745686 | BW             |
| Moorweg 5 52° 52′ 12″ N, 8° 3′ 58″ O                  | Hof Naber (Speicher) | Eingeschossiger Fachwerkspeicher mit Lehmstakenausfachungen. Satteldach mit Reet gedeckt. Im Kern aus dem 16. Jahrhundert. | 34745714 | BW             |
| Zur Beesthöhe 7 52° 52′ 3″ N, 8° 2′ 56″ O             | Lüschken Huus        | Hallenhaus in Zweiständerkonstruktion. Wohl Anfang 19. Jh. | 34745784 | BW             |
| Zur Beesthöhe 7 52° 52′ 3″ N, 8° 2′ 56″ O             | Scheune              | Traufständige Fachwerkscheune unter Satteldach. | 34745815 | BW             |

## Cloppenburg
| Lage                                             | Bezeichnung                              | Beschreibung | ID       | Bild           |
| ------------------------------------------------ | ---------------------------------------- | --- | -------- | -------------- |
| Ambührener Weg 10 52° 51′ 13″ N, 7° 59′ 42″ O    | Schule                                   | Anfang des 20. Jahrhunderts errichtetes eineinhalbgeschossiges Wohnhaus unter giebelständigem Satteldach. Verputzt, Zierelemente ziegelsichtig abgesetzt. Fünfachsige Fassade mit mittigem Eingang. Zurückgesetzt an der Nordwestseite eingeschossiger, traufständiger Klassentrakt, später erweitert. | 34745545 | BW             |
| Bahnhofstraße 33 / 35 52° 50′ 43″ N, 8° 2′ 59″ O | Brinkmannsche Villa                      | Eineinhalbgeschossiger Putzbau mit Dekor. Erbaut 1888 (für den Förster Georg Cropp), seit 1899-1929 Familienbesitz Brinkmann. Garten mit altem Baumbestand. | 34745914 | BW             |
| Bahnhofstraße 33 / 35 52° 50′ 44″ N, 8° 2′ 58″ O | Brinkmannsche Villa (Garten)             | | 34748430 | BW             |
| Bahnhofstraße 37 52° 50′ 43″ N, 8° 3′ 0″ O       | Wohnhaus                                 | Eineinhalbgeschossiger Putzbau mit Dekor unter giebelständigem Satteldach, sog. „Oldenburger Hundehütte“, 1899 errichtet. | 34745944 | BW             |
| Bahnhofstraße 39 52° 50′ 42″ N, 8° 3′ 0″ O       | Haus Cordes                              | 1904 errichtetes eineinhalbgeschossiges Giebelhaus. Fassade mit dreiseitigem Erker, Baudekor in Form von Gesimsen und Verdachungen. | 34745972 | BW             |
| Bahnhofstraße 41 52° 50′ 42″ N, 8° 3′ 2″ O       | Haus Roter                               | Zweigeschossiger traufständiger Putzbau unter Krüppelwalmdach. Fünfachsige Fassade nur durch flache Wandvorlagen gegliedert. Eingangsportal in der vierten Achse. Erbaut 1908. | 34746000 | BW             |
| Bahnhofstraße 53 52° 50′ 45″ N, 8° 3′ 11″ O      | Schule                                   | Das Clemens-August-Gymnasium Cloppenburg ist ein zweigeschossiger Putzbau auf hohem Sockelgeschoss über H-förmigem Grundriss unter Walmdach. 13-achsige Fassade, die mittleren drei Achsen mit säulengestützten Altan vor dem Eingang, Schmalseiten der südliche Seitenflügel dreiachsig; Mittig Dachreiter mit Uhr und Austritt. 1914-1917 errichtet. | 34746074 | Weitere Bilder |
| Bahnhofstraße 55 52° 50′ 44″ N, 8° 3′ 13″ O      | Rektorat                                 | Zweigeschossiger Putzbau unter Walmdach. Dreiachsige Fassade mit mittigem Eingang, im Dach durch eine kleine Fledermausgaube betont. Zwischen 1914 und 1917 als Lehrerwohnhaus bzw. Rektorat des heutigen Clemens-August-Gymnasiums errichtet. | 34746105 |                |
| Bahnhofstraße 59 52° 50′ 41″ N, 8° 3′ 12″ O      | Haus Laing                               | Zweigeschossiger Ziegelbau unter Walmdach, 1923 errichtet. Der Bau wird durch gebänderte Lisenen gegliedert. Längsseiten jeweils dreiachsig, mittig Haus- bzw. Gartenzugang durch bogenförmigen Verdachungen betont. Mittlere Achse durch Fledermausgaube hervorgehoben. An der Nordwestseite zwei eingeschossige Runderker. Wandfeste Innenausstattung z.T. erhalten. | 34746135 |                |
| Bahnhofstraße 82 52° 50′ 39″ N, 8° 3′ 21″ O      | Bahnhof Cloppenburg Empfangsgebäude      | Eingeschossiger Backsteinbau mit Ziegelziersetzungen, um 1875 erbaut, z.T. später aufgestockt und verlängert. Gleisseitige Holzkonstruktion als Bahnsteigüberdachung. | 34746250 |                |
| Bahnhofstraße 82 52° 50′ 39″ N, 8° 3′ 23″ O      | Bahnhof Cloppenburg Bahnsteigüberdachung | Um 1910 errichtete Überdachungen des Verbindungstunnels zwischen zwei Gleisen. Stahlbetonkonstruktion mit Schmetterlingsdach und verglasten Elementen und im unteren Bereich Schmuckziegelsetzungen. An der Nordseite pavillonartiger Bau über annähernd quadratischem Grundriss. Der südliche Aufgang mit einer langgestreckten Überdachung. | 34746310 |                |
| Burgstraße 52° 50′ 49″ N, 8° 2′ 42″ O            | Burgstelle                               | Ort der Burg Cloppenburg mit freigelegten Fundamentresten in einer parkartigen Gestaltung der 1990er Jahre. | 34746161 |                |
| Burgstraße 7 52° 50′ 52″ N, 8° 2′ 42″ O          | Wohnhaus                                 | Eingeschossiges Wohnhaus unter Walmdach, 1910 als Hausmeisterwohnhaus zeitgleich mit dem Amtsgericht errichtet. | 34748301 | BW             |
| Burgstraße 9 52° 50′ 51″ N, 8° 2′ 42″ O          | Amtsgericht                              | Zweigeschossiger, neobarocker Putzbau unter hohem Mansarddach. Mittelachse durch Risalit, Sandstein-Portal und Turmaufsatz betont. Erbaut 1909 von Architekt Ritter. | 34746189 |                |
| Burgstraße 10 52° 50′ 50″ N, 8° 2′ 44″ O         | Altes Amtshaus                           | Zweigeschossiger klassizistischer Putzbau unter Krüppelwalmdach. Siebenachsige Fassade mit flachen, rustizierten Mittelrisalit als Eingangsachse. Gebäude flankiert von je einem eingeschossigen, zweiachsigen Flügelbau - ebenfalls unter traufständigen Krüppelwalmdächern. Erbaut 1805/07. Der Entwurf wird Joseph Bernhard Winck und dem Baukondukteur Wöbken zugeschrieben. | 34746219 |                |
| Eisenbahnstraße 52° 50′ 46″ N, 8° 3′ 41″ O       | Bahnhof Cloppenburg Lokschuppen          | Ringlokschuppen mit drei stichbogigen Einfahrten und hölzernen Torflügeln. Backsteinbau, im oberen Bereich verputzt, unter flachem Satteldach. Südöstliche Giebelwand ungegliedert mit Metallfenstern. Um 1900 errichtet. | 34747490 | BW             |
| Eisenbahnstraße 52° 50′ 48″ N, 8° 3′ 48″ O       | Bahnhof Cloppenburg Stellwerk            | Fahrdienstleiter-Stellwerk auf dem nördlichen Bahnhofsareal. Backsteinbau unter Walmdach in schlichter Architekturgliederung. Obergeschoss zum Teil seitlich überkragend. | 34747818 |                |
| Eschstraße 52° 50′ 35″ N, 8° 2′ 17″ O            | Kreuzkampf-Denkmal                       | Treppenanlage zu einem Podest mit Mauerbrüstung, darauf großes Holzkreuz. | 34747693 | BW             |
| Eschstraße 18 52° 50′ 38″ N, 8° 2′ 28″ O         | Haus Brockhage                           | Ende des 19. Jahrhunderts errichtetes Wohnhaus. Verputzter Massivbau unter Satteldach. Fünfachsige Fassade mit mittigem Eingang. An der Traufseite Zwerchhaus mit Satteldach. | 34746421 | BW             |
| Eschstraße 24 52° 50′ 38″ N, 8° 2′ 26″ O         | Haus Berges                              | Eineinhalbgeschossiger Putzbau unter Satteldach mit zweiachsigem Zwerchhaus an der Traufseite. Sparsames Dekor. um 1900 errichtet. | 34746449 | BW             |
| Hemmelsbühren 15 52° 50′ 15″ N, 8° 3′ 13″ O      | Hof Meyer                                | 1852 errichtetes Gulfhaus in Ziegelbauweise unter Krüppelwalmdach. Zwei Tore im Wirtschaftsgiebel an den Typ des „Butjadinger Berges“ erinnern. Eingezogener zweigeschossiger Wohnteil unter Walmdach, der bis 1888 auch als Gastwirtschaft genutzt wurde. | 34747387 | BW             |
| Holtestraße 11 52° 49′ 2″ N, 7° 59′ 49″ O        | Wohn-/ Wirtschaftsgebäude                | Gulfhaus in der Art eines „Butjadinger Berges“. Architektonisch ansprechender Ziegelbau in historistischer Formensprache. Stapelwerk in Oberrähmgefüge mit eingehälsten Ankerbalken. Bau-, Raum- und Wandgefüge erhalten. „1910“ | 34747583 | BW             |
| Kirchhofstraße 4 52° 50′ 36″ N, 8° 2′ 10″ O      | Pastorat St. Andreas                     | Zweigeschossiger Ziegelbau unter Walmdach. Siebenachsige Fassade, Mittelachse als dreiseitiger Risalit mit Rundbogenfenster im OG unter Zeltdach ausgebildet. An der Rückseite Mittelrisalit mit innenliegendem Treppenhaus. Umlaufender Konsolfries an der Traufe. Erbaut 1895. | 34746521 | BW             |
| Kirchhofstraße 5 52° 50′ 34″ N, 8° 2′ 8″ O       | Marienkapelle                            | Eingeschossiger Fachwerkbau unter giebelständigem Krüppelwalmdach. Rest der ursprünglichen Randbebauung des Kirchplatzes. 1973 von Architekt Middendorf zur „Marienkapelle“ umgebaut. | 34746557 | BW             |
| Kirchplatz 3 52° 50′ 34″ N, 8° 2′ 10″ O          | St.-Andreas-Kirche                       | Inmitten eines Kirchhofes gelegene barocke Wandpfeilerkirche, Putzbau mit eingezogenem, polygonalem Chor und schlankem Westturm, erbaut 1722–29 von Lambert Friedrich Corfey (Münster), 1959 erweitert. Langhaus auf Granitsockel, Rundbogenfenster mit barockem Maßwerk. Quadratischer Westturm mit mittelalterlichen Mauerresten aus Granit, oberer Teil mit geschweifter Haube und Laterne von 1788/89. Im Inneren die barocke Ausstattung erhalten, darunter Hoch- und Nebenaltäre sowie Kanzel von 1766 von Hofbildhauer J.H.König (Münster), Schnitzwerke von Th. Jöllemann u.a. die Taufe sowie das Orgelprospekt von Orgelbauer Caspari (Quakenbrück). | 34746629 | Weitere Bilder |
| Kirchplatz 3 52° 50′ 26″ N, 8° 1′ 47″ O          | St.-Andreas-Friedhof                     | | 34746582 | BW             |
| Kirchplatz 3 52° 50′ 29″ N, 8° 1′ 51″ O          | Apotheker König                          | Grabstätte der Familie des Apothekers König. Gruft mit kapellenartigem Grabmal, in einer Nische Darstellung von Jesus, der einen Kranken heilt. Grabstätte von einem Eisenzaun eingefasst. | 34746605 | BW             |
| Krankenhausstraße 52° 50′ 50″ N, 8° 2′ 21″ O     | Jüdischer Friedhof Cloppenburg           | Das trapezförmige, 879 m² große, mit Bäumen bestandene Grundstück ist heute an drei Seiten von Gebäuden des St.-Josefs-Hospitals umschlossen. Die Grabsteine konzentrieren sich auf den östlichen Teil des Areals, im westlichen Bereich befindet sich eine mit Gras bedeckte Freifläche. Erhalten haben sich 30 Grabsteine, die in drei Reihen aufgestellt wurden. Der älteste Grabstein stammt von 1875, der jüngste von 1937, ein weiterer Grabstein aus der Nachkriegszeit (1957). Mit Ausnahme von zwei Grabsteinen, die nur deutsche Inschriften tragen, sind alle Grabsteine mit hebräischen und deutschen Inschriften versehen. Die 1983 eingerichtete Gedenkstätte bindet den Friedhof gestalterisch mit ein. Eine erdfarbene Pflasterung leitet - begleitet von Baumreihen aus Eichen - vom Gedenkstein an der Ecke Krankenhausstraße / Ritterstraße zum Friedhof über. Die Abgrenzung zum Friedhof erfolgt durch ein Metallgitter, das symbolisch an die Ausgrenzung der Juden und an die Konzentrationslager erinnern soll. (Denis 2003, S. 232) | 34746656 | BW             |
| Ladestraße 52° 50′ 36″ N, 8° 3′ 14″ O            | Bahnhof Cloppenburg, Stellwerk „Cw“      | Klinkerbau der 1920er Jahre in schlichter Architekturgliederung in Form von horizontalen Ziegelbändern, weitvorkragendes Flachdach. Obergeschoss teilweise seitlich überkragend. An der Stirnseite „CW“ und Terrakottaplatte mit Adler. | 34746374 |                |
| Lange Straße 1 - 3 52° 50′ 44″ N, 8° 2′ 34″ O    | Haus Wewer                               | Zweigeschossiges Eckgebäude: Putzbau unter Walmdach mit reichem Baudekor - vor allem im OG durch verschiedene Fensterverdachungen gegliedert. Fünf- bzw. sechsachsige Fassade, mittleren zwei Achsen durch glockenförmige Zwerchgiebel hervorgehoben. Haupteingang in der abgefasten Ecke, darüber zweigeschossiger Erker mit Zeltdach. 1902 errichtet. | 34746871 | BW             |
| Lange Straße 29 52° 50′ 42″ N, 8° 2′ 26″ O       | Haus Blanke                              | Zweigeschossiger, giebelständiger Ziegelbau unter Satteldach mit Staffelgiebel, in den Blendarkaden mittig Äskulapstab. Fünfachsige Fassade, mit mittigem, zurückgesetztem Eingang in Spitzbogennische. Auf der linken Seite eingeschossiger Anbau mit spitzbogige Tor; rechts ebenfalls eingeschossiger Anbau mit Attika – durch Gurtgesims miteinander verbunden. | 34746738 | BW             |
| Löninger Straße 16 52° 50′ 28″ N, 8° 2′ 11″ O    | Haus Borgmann                            | Eineinhalbgeschossiger Fachwerkbau mit Ziegelausfachungen unter giebelständigem Satteldach. Fünfachsige Fassade mit mittigem Eingang. | 34746765 | BW             |
| Osterstraße 28 52° 50′ 54″ N, 8° 2′ 41″ O        | Haus Scharpekant                         | Eineinhalbgeschossiger, giebelständiger Putzbau unter Satteldach. Schlichtes Baudekor mit rustizierten Ecklisenen, Putzrustizierung und Gurtgesims. Typus des Oldenburger Giebelhauses (sog. Hundehütte) mit Längserschließung, mittiger Eingang in der fünfachsigen Fassade, 1905 errichtet. | 34746979 | BW             |
| Osterstraße 88 52° 51′ 1″ N, 8° 3′ 4″ O          | Motormühle Wessling                      | Zweigeschossiger, verputzter Massivbau unter traufständigem Satteldach. Rückwärtig eingeschossiger Speicherbau. | 34747005 | BW             |
| Ritterstraße 6 / 6a 52° 50′ 54″ N, 8° 2′ 20″ O   | Martin-Luther-Haus                       | 1907 als „Dreiflügelanlage“ errichteter Komplex aus eingeschossigen Putzbauten mit rustizierten Ecken. Links Gemeindehaus unter Mansarddach mit drei dreiflügeligen Fenstern; rechts Wohnhaus unter Krüppelmansarddach, ebenfalls dreiachsig mit Eingang an der linken Achse. Beide Gebäudetrakte durch Zwischenbau unter gleichhohem Mansarddach verbunden, hier Zugang zum Gemeindehaus. | 34747030 | BW             |
| St. Michaelstraße 52° 51′ 34″ N, 8° 3′ 23″ O     | Christus-König-Kirche                    | Putzbau über ovalem Grundriss mit rundem Chorraum; Grundriss unter flachem Satteldach, das über dem Chor nach oben gebogen ist, expressionistischer Dachreiter. Kirchenschiff mit Bogenfenstern im oberen Bereich, Chor mit hochrechteckigen Fenstern mit Ziegelrahmungen. An den Längsseiten niedrige Seitenschiffe, die den ovalen Grundriss aufnehmen, im Westen ebenfalls Rundbogenfenster. 1962–64 nach Entwürfen von Ludger Sunder-Plassmann errichtet. An der Südwestseite zweigeschossiger, verputzter Wohnbau unter Satteldach. (Kirche ist nicht geostet, sondern genordet). | 34745758 | BW             |
| Sevelter Straße 8 52° 50′ 41″ N, 8° 2′ 35″ O     | Rathaus                                  | Zweigeschossiger Klinkerbau unter hohem Walmdach. Fassade durch breiten Mittelrisalit mit Freitreppe vor dem mittig angeordneten Eingang; im OG schmaler langgestreckter Balkon vor fünf schmalen hochrechteckigen Fenstern bzw. Türen. Abschluss bildet ein spitzer Dreiecksgiebel. 1937 errichtet. | 34747055 |                |
| Sevelter Straße 18 52° 50′ 37″ N, 8° 2′ 37″ O    | Villa                                    | Zweigeschossiger verputzter Massivbau unter Walmdach. Fünfachsige Fassade mit Sprossenfenstern, Mittelachse mit zweiflügeliger Eingangstür, durch dreiflügeliges Fenster und Schleppgaube im Dach hervorgehoben. Fassadenschmuck: aufgeputzte Rauten zwischen den Fenstern. 1913 errichtet. | 34747079 | BW             |
| Vahrener Damm 26 52° 49′ 30″ N, 7° 59′ 27″ O     | Hofstelle Haneklau                       | Eineinhalbgeschossiger Ziegelbau, an zwei Seiten verputzt, unter giebelständigem Krüppelwalmdach. Giebelseite ungegliedert, im Erdgeschoss fünfachsig mit mittigem Eingang, weiterer Eingang an der Traufseite, im Giebeltrapez Zierfachwerk. 1908 errichtet. | 34747362 | BW             |
| Vahrener Damm 26 52° 49′ 30″ N, 7° 59′ 26″ O     | Hofstelle Haneklau (Garten)              | | 34748506 | BW             |

### Museumsdorf Cloppenburg
| Lage                       | Bezeichnung                                  | Beschreibung | ID       | Bild |
| -------------------------- | -------------------------------------------- | --- | -------- | ---- |
| 52° 50′ 59″ N, 8° 3′ 20″ O | Gebäude Nr. 3 (Mühle)                        | Bockwindmühle aus Essern (Ldkrs.Nienburg) aus dem Jahre 1638, transloziert ins Museumsdorf Cloppenburg 1966/67. | 43321179 |      |
| 52° 50′ 57″ N, 8° 3′ 27″ O | Gebäude Nr. 4 (Wohn-/ Wirtschaftsgebäude)    | Hallenhaus in Zweiständerbauweise mit abgestuften Giebeln, wobei die Riegel auf Knaggen ruhen. 1750 in Wehdel (Landkreis Osnabrück) errichtet. | 41917726 |      |
| 52° 50′ 58″ N, 8° 3′ 33″ O | Gebäude Nr. 6 (Speicher)                     | Zweigeschossiger Speicher mit Lehmstakenausfachungen, überkragendes reetgedecktes Satteldach. Um 1480 in Donstorf (Landkreis Diepholz) errichtet, 1965/66 transloziert. | 43320971 | BW   |
| 52° 50′ 56″ N, 8° 3′ 23″ O | Gebäude Nr. 7 (Wohn-/ Wirtschaftsgebäude)    | Landarbeiterhaus in Ziegelbauweise mit Quereinfahrt im Wirtschaftsteil. In der 2. Hälfte des 19. Jahrhunderts in Stapelmoorheide (Landkreis Leer) errichtet und 1979 transloziert. | 43320960 |      |
| 52° 50′ 56″ N, 8° 3′ 21″ O | Gebäude Nr. 8 A (Gulfhaus)                   | Wohn-/Wirtschaftsgebäude in Form eines Gulfhauses als Haupthaus des Kolonats Meyer aus Firrel. 1903–04 errichtet. | 43322741 |      |
| 52° 50′ 56″ N, 8° 3′ 21″ O | Gebäude Nr. 8 B (Backhaus)                   | Ziegelbau unter Satteldach, 1921 als Back- und Kochhaus errichtet. | 43321507 | BW   |
| 52° 50′ 56″ N, 8° 3′ 21″ O | Gebäude Nr. 8 C (Hühnerstall)                | Kleiner Ziegelbau unter Pultdach. | 43321517 | BW   |
| 52° 50′ 56″ N, 8° 3′ 20″ O | Gebäude Nr. 8 D (Scheune)                    | Scheune mit Zweiständergerüst unter Walmdach, obere Hälfte mit Reet gedeckt. 1911 in Firrel errichtet. | 43321282 |      |
| 52° 50′ 57″ N, 8° 3′ 18″ O | Gebäude Nr. 10 (Gulfhaus)                    | Gulfhaus (Hof Awick) aus Scharrel (Landkreis Cloppenburg) von 1822, transloziert ins Museumsdorf Cloppenburg 1966/67. | 43320949 |      |
| 52° 50′ 59″ N, 8° 3′ 16″ O | Gebäude Nr. 12 (Wohn-/ Wirtschaftsgebäude)   | Hallenhaus mit Innengerüst von 1565 aus Westerstede (Ldkrs.Ammerland) | 43322082 | BW   |
| 52° 50′ 58″ N, 8° 3′ 16″ O | Gebäude Nr. 12 B (Stellmacherwerkstatt)      | Stellmacher-Werkstatt mit Einrichtung, Fachwerkbau unter Satteldach, 1885 errichtet. | 43322148 | BW   |
| 52° 50′ 56″ N, 8° 3′ 14″ O | Gebäude Nr. 13 A (Wohn-/ Wirtschaftsgebäude) | Hallenhaus mit Zweiständergerüst und Fachwerkaußenwänden unter Krüppelwalmdach mit Eulenloch. 1835/40 als Haupthaus der Hofanlage Hoffmann in Goldenstedt (Landkreis Vechta) errichtet, 1936 transloziert. | 43330617 | BW   |
| 52° 50′ 57″ N, 8° 3′ 14″ O | Gebäude Nr. 13 B (Scheune)                   | Querdielenscheune in Fachwerkbauweise mit Flechtwerkausfachungen unter reetgedecktem Walmdach von 1760. | 43322214 | BW   |
| 52° 50′ 55″ N, 8° 3′ 15″ O | Gebäude Nr. 13 C (Speicher)                  | Eingeschossiger Fachwerkspeicher der Hofanlage Zurhake aus Emstek (Landkreis Cloppenburg) von 1687, um 1937 ins Museumsdorf transloziert. | 43330655 | BW   |
| 52° 50′ 55″ N, 8° 3′ 11″ O | Gebäude Nr. 15 (Mühle)                       | Kokerwindmühle aus Edewecht (Ldkrs. Ammerland) von 1879, transloziert ins Museumsdorf Cloppenburg 1956. | 43320770 |      |
| 52° 50′ 54″ N, 8° 3′ 9″ O  | Gebäude Nr. 16 (Wohn-/ Wirtschaftsgebäude)   | Fachwerkgebäude mit Lehmstakenausfachungen unter reetgedecktem Satteldach. Mitte des 18. Jahrhunderts als Heuerhaus in Astrup (Landkreis Vechta) errichtet und 1937 transloziert. | 43361044 | BW   |
| 52° 50′ 53″ N, 8° 3′ 7″ O  | Gebäude Nr. 17 (Schafstall)                  | 1844 errichteter Schafstall mit Mauern aus Feldsteinen und heruntergezogenem Krüppelwalmdach. | 43361044 | BW   |
| 52° 50′ 53″ N, 8° 3′ 0″ O  | Gebäude Nr. 19 A (Göpelhaus)                 | Um 1880 entstandenes Göpelhaus, auch Dreschturm genannt. 1945 zerstört und 1960 rekonstruiert. Ständerkonstruktion mit Reetdach, eisernes Göpelwerk. | 43330636 | BW   |
| 52° 50′ 52″ N, 8° 3′ 0″ O  | Gebäude Nr. 19 B (Scheune)                   | Fachwerkgebäude mit Querdiele unter Satteldach, die Hofeinfahrt flankierend. | 43331343 | BW   |
| 52° 50′ 52″ N, 8° 2′ 59″ O | Gebäude Nr. 19 C (Scheune)                   | Die Hofeinfahrt flankierende Querdielenscheune; Fachwerkbau unter Satteldach. | 43331334 | BW   |
| 52° 50′ 52″ N, 8° 2′ 58″ O | Gebäude Nr. 19 D (Remise)                    | Offene Ständerkonstruktion unter reetgedecktem Satteldach. | 43331269 | BW   |
| 52° 50′ 53″ N, 8° 2′ 59″ O | Gebäude Nr. 19 E (Hallenhaus)                | Hallenhaus in Zweiständerbauweise mit Fachwerkaußenwänden, kleinteilige Gliederung der Gefache; Giebel abgestuft mit Knaggen. Satteldach. 1803–06 in Elsten (Landkreis Cloppenburg) als Haupthaus des Quatmannshof errichtet; 1935 ins Museumsdorf transloziert, 1945 abgebrannt, 1959–61 erfolgte der Wiederaufbau. | 43330722 |      |
| 52° 50′ 51″ N, 8° 2′ 56″ O | Gebäude Nr. 19 H (Speicher)                  | Zweigeschossiger Fachwerkspeicher unter Satteldach. 1775 auf der Hofanlage Nording in Norddöllen (Landkreis Vechta) errichtet. 1935 transloziert. | 43360300 |      |
| 52° 50′ 55″ N, 8° 3′ 2″ O  | Gebäude Nr. 21 (Wohn-/ Wirtschaftsgebäude)   | Langgestrecktes Fachwerkhaus unter reetgedecktem Satteldach. Doppelheuerhaus aus Damme (Landkreis Vechta) von 1773/1811, transloziert ins Museumsdorf Cloppenburg 1937. | 43320497 | BW   |
| 52° 50′ 57″ N, 8° 3′ 2″ O  | Gebäude Nr. 23 (Burg Arkenstede)             | Stattlicher Fachwerkbau von 1684; Zweiflügelanlage von einem Wassergraben umgeben. 1935 auf Groß-Arkenstede abgebrochen und ins Museumsdorf transloziert, dort wieder mit einem Wassergraben umgeben. | 34745867 | BW   |
| 52° 50′ 56″ N, 8° 3′ 6″ O  | Gebäude Nr. 24 (Schule)                      | Schulgebäude (Wandständerbau) aus Renslage (Ldkrs. Osnabrück) von 1751, transloziert ins Museumsdorf Cloppenburg 1965. | 43320464 |      |
| 52° 51′ 0″ N, 8° 3′ 8″ O   | Gebäude Nr. 29 (Mühle)                       | 1764 errichtete Kappenwindmühle (Holländer). Kappe und Achtkant mit Holzschindeln. | 43320184 |      |
| 52° 51′ 0″ N, 8° 3′ 11″ O  | Gebäude Nr. 30 A (Wohn-/ Wirtschaftsgebäude) | Hallenhaus in Vierständerbauweise von 1793. Ursprünglich Haupthaus Hof Haake aus Cappeln, Landkreis Cloppenburg. Wiederaufbau nach Translozierung ins Museumsdorf Cloppenburg im Jahr 1950. | 43319891 |      |
| 52° 50′ 59″ N, 8° 3′ 11″ O | Gebäude Nr. 30 B (Speicher)                  | Speicher-Remise in Wandständerbauweise mit Lehmausfachung, vor 1792. Ursprünglich Bestandteil von Hof Götting aus Norddöllen, Landkreis Vechta. Wiederaufbau nach Translozierung in den Jahren 1963/64. | 49506628 | BW   |
| 52° 51′ 0″ N, 8° 3′ 12″ O  | Gebäude Nr. 30 C (Scheune)                   | Zaunscheune in Ständerbohlenbauweise von 1730. Ursprünglich Bestandteil von Hof Westermarsch aus Varenesch, Landkreis Vechta. Wiederaufbau nach Translozierung in den Jahren 1963/64. | 49506750 | BW   |
| 52° 51′ 1″ N, 8° 3′ 11″ O  | Gebäude Nr. 30 E (Brauhaus)                  | Speicher in Stockwerkbauweise mit Lehmausfachung von 1736. Ursprünglich Bestandteil von Hof Hubbermann aus Visbek, Landkreis Vechta. Wiederaufbau nach Translozierung in den Jahren 1963–64. | 49506815 |      |

## Kellerhöhe
| Lage                                                       | Bezeichnung         | Beschreibung | ID       | Bild |
| ---------------------------------------------------------- | ------------------- | --- | -------- | ---- |
| Kellerhöher Straße 52° 53′ 52″ N, 8° 5′ 48″ O              | Kriegerdenkmal      | Die Gedenkstätte für die im 1. Weltkrieg Gefallenen der Bauernschaften Hoheging/Kellerhöhe/Bürgermoor wurde 1933 auf einem dreieckigen Grundstück angelegt. Die Anlage wird von einer Reihe Findlingen eingefriedet. Im Inneren Anhöhe mit Steinsetzung, darauf Findlingssockel mit Inschriftentafeln, von Adler bekrönt. Nach 1945 erweitert. | 34747122 | BW   |
| Kellerhöher Straße gegenüber 84 52° 53′ 20″ N, 8° 5′ 42″ O | Behrenswerther Klus | Wegekapelle, mit Backsteinen gemauerte Altarnische mit Kruzifix. Gepflastertem Vorplatz und Einfriedung. | 44258027 | BW   |

## Schmertheim
| Lage                                            | Bezeichnung               | Beschreibung | ID       | Bild |
| ----------------------------------------------- | ------------------------- | --- | -------- | ---- |
| Molberger Straße 222 52° 51′ 6″ N, 7° 59′ 24″ O | Wohn-/ Wirtschaftsgebäude | Anfang des 19. Jahrhunderts errichteter Vierständerbau mit Außenwänden in Ziegelfachwerk unter Satteldach. Gliederung durch regelmäßige, kleinteilige Gefache mit Ziegelmustern. | 34747148 | BW   |
| Molberger Straße 228 52° 51′ 6″ N, 7° 59′ 16″ O | Wohn-/ Wirtschaftsgebäude | Vierständer-Hallenhaus mit regelmäßigen Ziegelfachwerk unter Satteldach. Giebeldreieck verbrettert. 1892 errichtet. Stallanbau an der nördlichen Traufseite. | 34747179 | BW   |
| Molberger Straße 231 52° 51′ 2″ N, 7° 59′ 6″ O  | Wohn-/ Wirtschaftsgebäude | 1902 in Ziegelbauweise errichtetes Wohn-/Wirtschaftsgebäude, bei dem Wohnhaus und Scheune im rechten Winkel zueinander stehen: eineinhalbgeschossiges Wohnhaus unter traufständigem Satteldach. Gliederung durch ein Gurtgesims in Form eines sog. Deutschen Bandes. Sechsachsige Fassade mit Eingang in der 4. Achse, mittig zweiachsiges Zwerchhaus. Dort ebenso wie an der Giebelseite flacher Klötzchenfries. In den Giebeldreiecken Rundfenster. Die Gliederung des Wohnhauses wird in dem giebelständigen Wirtschaftsteil (Scheune) fortgesetzt; hier mittige Toreinfahrt. | 34747205 | BW   |
| Mühlenstraße 2 52° 50′ 45″ N, 8° 2′ 37″ O       | Königs Apotheke           | Zweigeschossiger Putzbau unter Walmdach. Eckgebäude zur Bahnhofstraße. Klassizistisches Dekor in Form von Gesimsen und profilierten Fensterrahmungen, farbig abgesetzt. Abgefaste Ecke durch rustizierte Pilaster und Balusterfelder im OG sowie Dreiecksgiebel hervorgehoben. Wohl Ende 19. Jahrhundert errichtet. Alte Apothekeneinrichtung aus den 1920er Jahren erhalten. | 34746843 | BW   |

## Vahren
| Lage                                     | Bezeichnung  | Beschreibung                                                                 | ID       | Bild |
| ---------------------------------------- | ------------ | ---------------------------------------------------------------------------- | -------- | ---- |
| Alter Schulweg 52° 50′ 4″ N, 7° 59′ 2″ O | Bleichhütte  | Lehmfachwerkbau unter reetgedecktem Walmdach. Querdurchfahrt. Datiert „1612“ | 34747309 | BW   |
| Alter Schulweg 52° 50′ 6″ N, 7° 59′ 3″ O | Wasserstelle |                                                                              | 34748021 | BW   |
| Alter Schulweg 52° 50′ 6″ N, 7° 59′ 2″ O | Bleichwiese  |                                                                              | 34748329 | BW   |
| Lankenweg 52° 49′ 59″ N, 7° 58′ 55″ O    | Kirche       | 1908 errichteter Ziegelbau mit eingezogenem Turm und polygonaler Apsis.      | 34747338 | BW   |